# Eugène Delacroix
Eugène Delacroix (Charenton-Saint-Maurice, 1798. április 26. – Párizs, 1863. augusztus 13.) francia festő, a romantikus festészet egyik legnagyobb alakja mind a kortársak, mind az utókor számára.

## Pályakezdés
Delacroix születése valóságos rejtély, származásával maga sem volt teljesen tisztában. Anyai ágon XVI. Lajos híres műbútorasztalosainak, Oebannak és Riesernek a családjából származott. Apja a köztársaság diplomatája volt, a festő kora gyermekkorában elvesztette (az a gyanú is felmerült, hogy a festő Talleyrand fia).
Festői tehetsége korán megmutatkozott. Középiskolai tanulmányainak befejezése után nagybátyja segítségével a klasszicista Guérin akadémikus műhelyében tanult a nála nyolc évvel idősebb Géricault-val együtt. Nagyon hamar konvencionálisnak, ridegnek érezte a klasszicizmus kötött formavilágát. Ő is éppen úgy, mint számos festőművész társa, abból tanult a legtöbbet, hogy eljárt másolni a Louvre-ba, főleg Rubens, Veronese, Rembrandt képeit másolta.

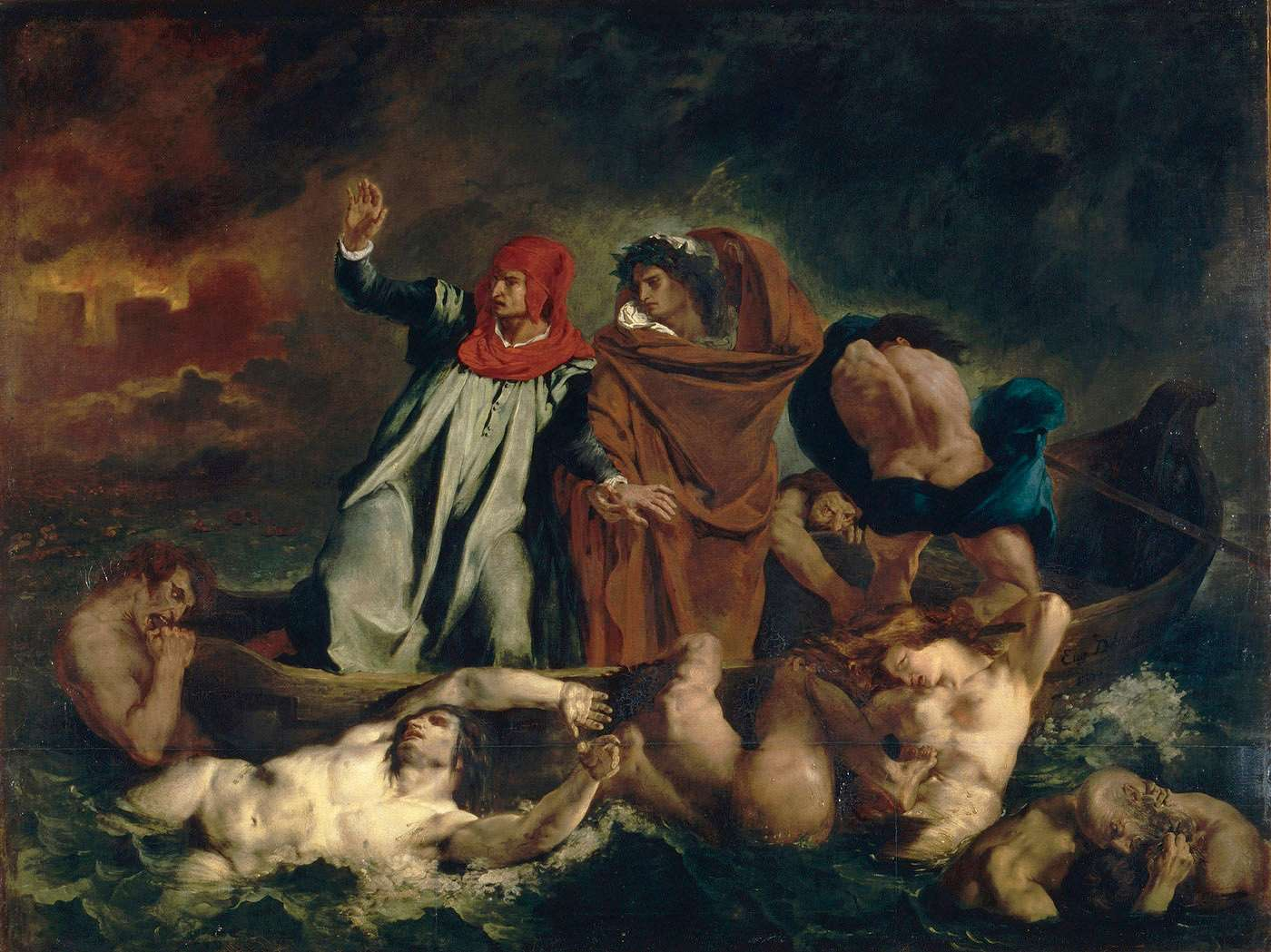
Dante bárkája (1821)

Géricault 1818-ban festett Medúza roncsai (Medúza tutaja címen is emlegetik) c. képének hatása alatt megfesti Dante bárkája (Vergilius és Dante a Pokolban címen is szerepel a szakirodalomban) c. képét 1821-ben. 1822-ben állította ki a Salonban, nagy sikere volt, egyből ismert festő lett. Gros festőművész és Thiers, a leendő államférfi is kedvezőleg nyilatkozott róla.
A Dante bárkája alakjainak megformázásán még érződik a klasszicista akadémikus hatás, de a kompozíció komor lendülete, a formák szétáradó hullámzása, a kifejezés felszabadító pátosza, a világítás viharos titokzatossága, s főleg a színek mély ragyogása teljesen új festői felfogást jelent abban a korban. Delacroix létrehozta ezzel életművének egyik legjobb alkotását.

## Alkotói fénykora

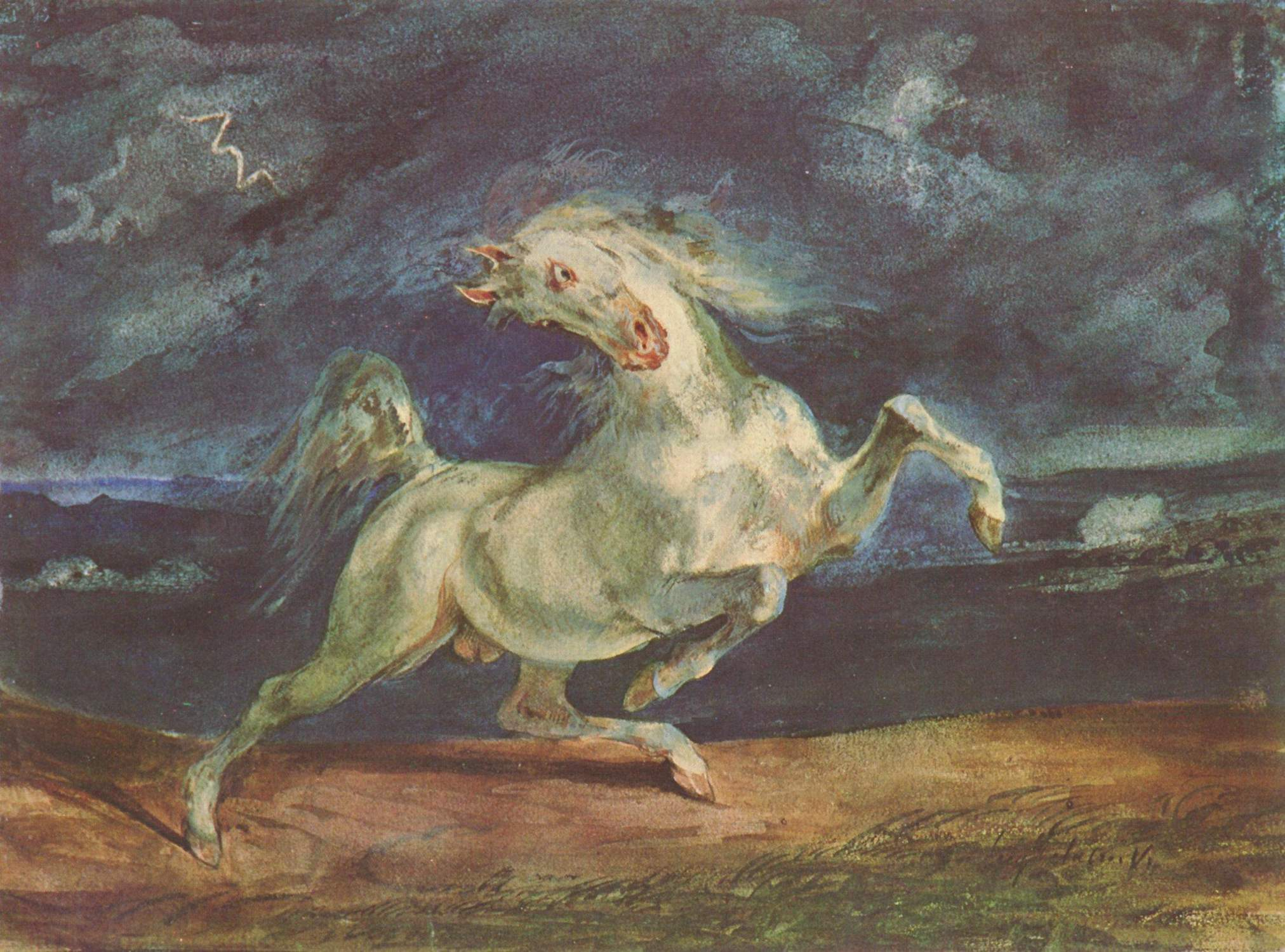
Vihartól megvadult ló (1824)
Szépművészeti Múzeum, Budapest

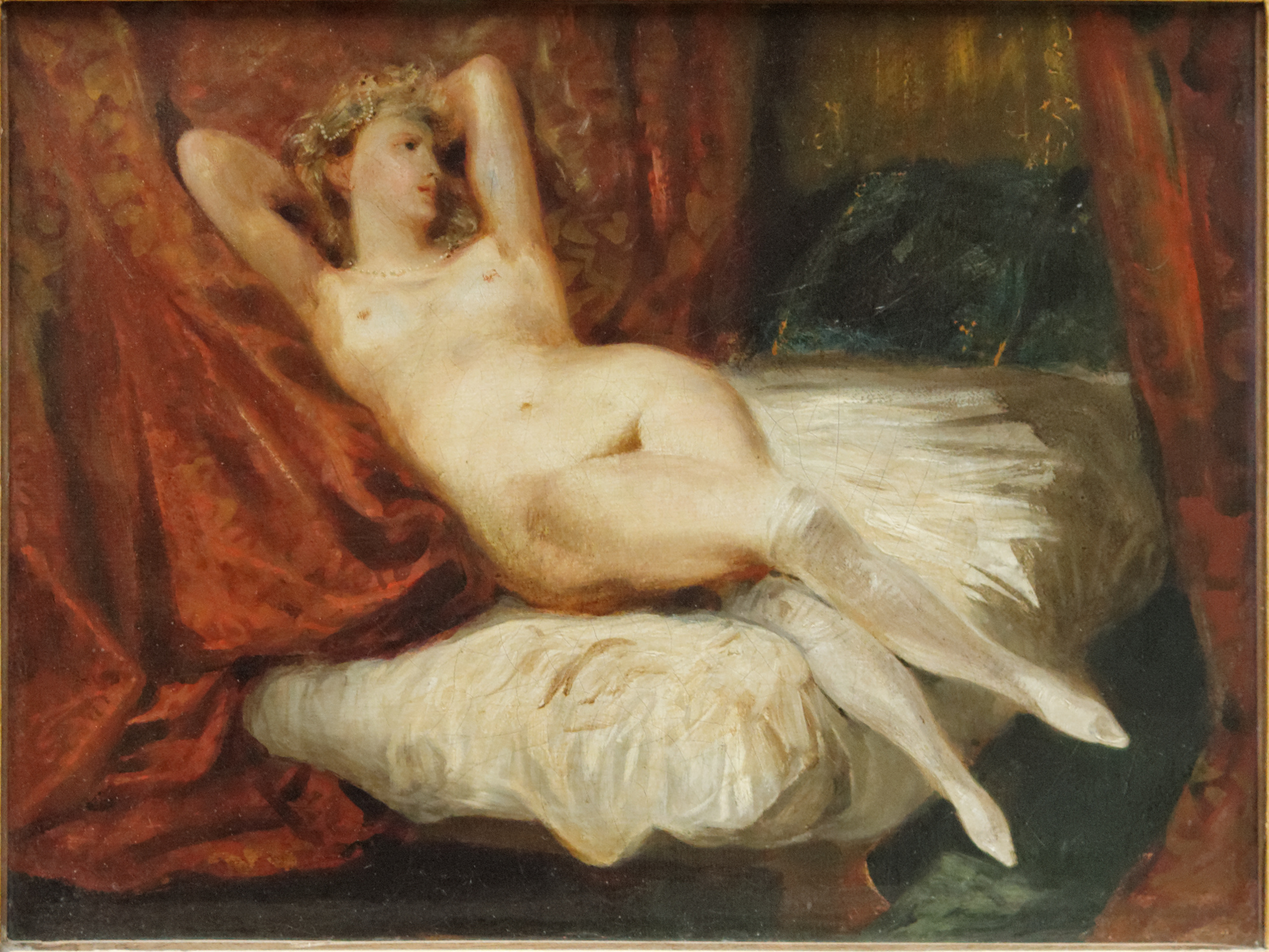
Nő, fehér harisnyában

Delacroix folyamatosan tanulmányozta a lovak viselkedését és mozgását, számos vázlata és festménye kapcsolatos ezzel a témával. Kiváló litográfus is volt, sok vízfestménye igen figyelemre méltó. Egy képe ezek közül bekerült a Budapesti Szépművészeti Múzeumba. (Vihartól megvadult ló, 1824).
A művészek mind Franciaországban, mind Angliában lelkesedtek a görög szabadságharcért, ezt fejezi ki Delacroix is A khioszi mészárlás c. festményével. Az ártatlan polgári lakosság (nők, öregek, gyerekek) lemészárlását mutatja be. Festészeti technikájába már belevonja az angol festők legújabb eredményeit, az atmoszferikus fények alkalmazását. A khioszi mészárlást 1824-ben mutatta be a Salonon. Kiállítása újabb ádáz vitára adott alkalmat a David-iskola és a romantikusok közt.
1825-ben Angliába utazott azért, hogy behatóbban tanulmányozza Constable és más festők munkáit. Barátságot kötött Bonington angol romantikus festővel. Az angol akvarellisták világos színei és érzékletes festési módjuk hatott Delacroix műveire.
Irodalmi olvasmányai közt szerepeltek William Shakespeare drámái, Goethe Faustja, Byron költeményei. A Fausthoz számos litográfia-illusztrációt készített, Shakespeare műveit is illusztrálta, mintegy hozzájárult ezen külföldi írók hazájában való népszerűsítéséhez.
1827-ben újabb sokalakos kompozíciót mutatott be a Salonon, a Sardanapal halála c. képet. A téma byroni ihletésű, Ninive királyát ábrázolja, aki, miután fellázadtak ellene, kincseit elégetteti, lovait, asszonyait megöleti, s maga is a halálba menekül. Megjelenik színeiben a meleg sárga, az ünnepélyes vörös, s előjön a barokkos mozgalmasság is, de ami igazán figyelemre méltó, az a festő kiváló kompozíció-teremtési készsége. A kép csak a fiatal romantikusoknak tetszett, a többiek inkább ellene szóltak. A festőt Victor Hugo, George Sand és még néhány barátja védelmébe vette.
Nehéz évek következtek Delacroix életében. Victor Hugo és Bonington tanácsát követve történelmi festészettel foglalkozik. Jó csatajeleneteket fest, színesek, mozgalmasak, hitelesek, köztük A poitiers-i ütközet, A nancyi ütközet. Az 1830-as júliusi forradalom hatására alkotta meg Franciaország emblematikus képét A Szabadság vezeti a népet címmel. Allegorikus történelmi kompozíció, középpontjában egy plebejus nő az utcai barikádok felett lobogtatva a francia trikolort, oldalán a kis Gavroche-sal a francia szabadság jelképévé emelkedik. 1831-ben mutatták be a Salonon, óriási sikere volt.
Orléans-i Lajos Fülöp király, akit az 1830-as júliusi forradalom juttatott hatalomra, pártfogásába vette a festőt, aki hamarosan, még 1831-ben egy küldöttséggel Marokkóba utazhatott. Ott belekerült egy számára egzotikus világba és éghajlatba, erősebb fények, kolorikus táj. Hazafelé jövet a spanyol földet is bejárta, megcsodálta az andalúziai mesterek műveit, akiket már fiatal korában a Louvre-ban is másolt, köztük Velázquez, és Goya műveit. Nem egy kiváló alkotását a marokkói és spanyol út ihlette. Útjáról naplót is vezetett, ezek néprajzi szempontból is nagyon érdekesek. Naplóírási készségét a továbbiakban is megtartotta, számos művésztársáról írta meg véleményét. Utazásai közben barátaival levelezett, köztük George Sand-nal. Levelei éppen olyan tanulságosak a korszakra vonatkozóan, mint naplóbejegyzései.
1832-ben Algériába látogatott. Utazásának tapasztalatait az Algéria nők otthon c. festménye összegzi és számos más kép, amely mind nagyon előremutat koloritjában és olykor a felület puha foltokban való megjelenítése által is.

## A nagy megbízások időszaka

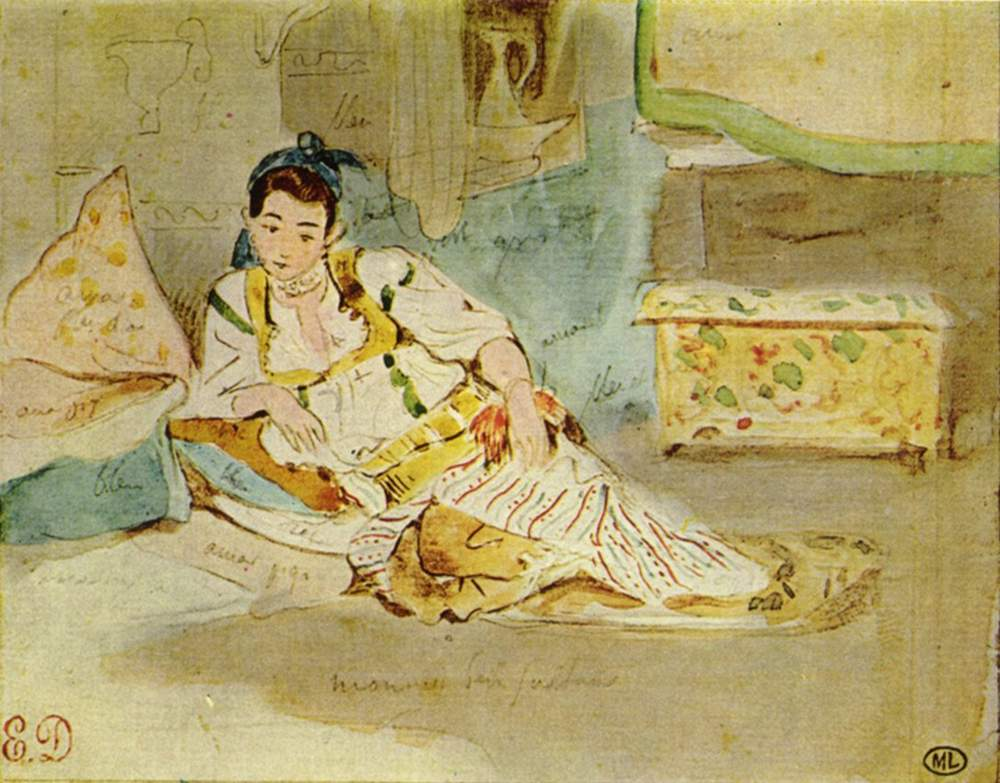
Algériai asszony

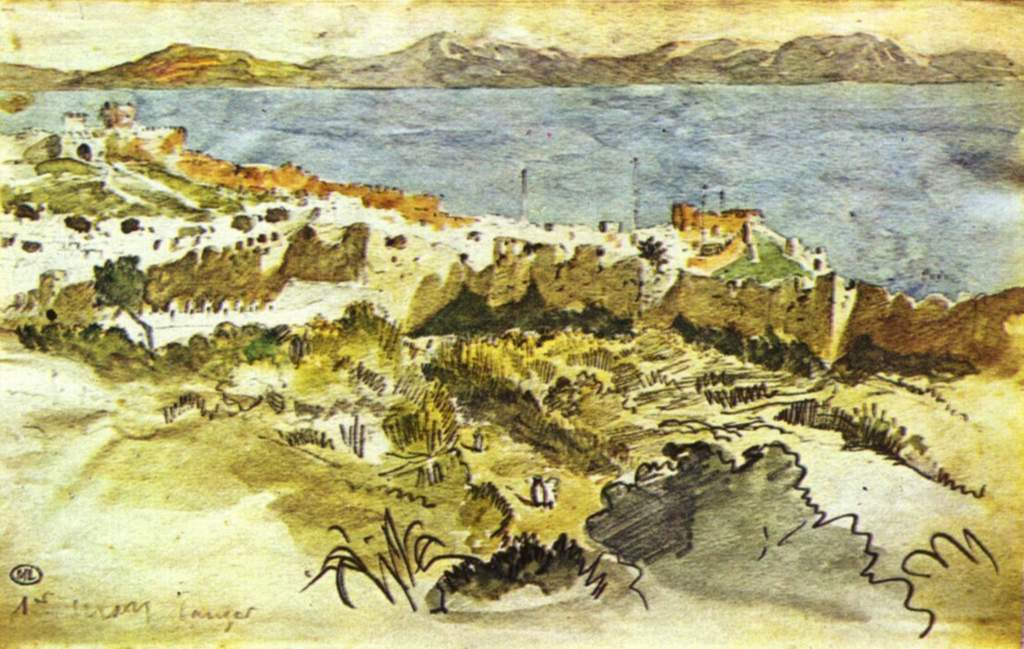
Moszatok a tanger-i öbölben

Algériából hazatérve sok megrendelést kapott falfestésre, ezek közül kiemelkedik a Bourbon-palota dísztermének és könyvtárának nagy allegorikus sorozata (1834–1847), továbbá a Luxembourg palota könyvtárának kupoladíszítése (1846), a Louvre Apolló-galériájának mennyezetképe (1848–1851) és a Saint-Sulpice-templom falképei (1853–1861).
Az 1830-as évektől festett számos történelmi tárgyú képe közül kiemelkedik a Liège-i érsek meggyilkolása (1839), a Taillebourg-i csata és a Keresztesek bevonulása Konstantinápolyba (1848). Kisebb képei is igen jelentősek, élményeit, érzelmeit, vágyait fejezi ki allegorikus vagy szimbolikus formában. Marokkói és algériai utazásakor született miniatűr akvarelljei előre mutatnak az impresszionista, sőt az expresszionista festés irányába. (Algériai asszony, Moszatok a tanger-i öbölben). Arcképei közül önarcképein túl George Sand és Chopin arcképe emelkedik ki.
1855-ben, a párizsi világkiállításon kapta meg munkásságáért a hivatalos elismerést, a Francia Becsületrendet, azaz a nagy becsületérdemérmet, a Grande Médaille d’Honneurt.
1856–1863 között allegorikus formában megfestette négy képen a négy évszakot, minden egyes kép nagy méretű. Jóformán utolsó pillanatig dolgozott, nagyon termékeny művész volt. Az akkori időket figyelembe véve, szép hosszú kort ért meg, 65 évet. Ekkor már tanítványai közül is alig élt valaki. Théodore Chassériau 1856-ban meghalt, Horace Vernet (1789-1863), Paul Delaroche (1797–1856), a holland romantikus Ary Scheffer (1795–1858), Alfred Dedreux (1808–1860) a lovak elegáns festője, meghalt a romantika nagy szobrásza is, Pierre-Jean David d’Angers (1788–1856).
Delacroix utolsó éveit Furstenberg téri műterme és Párizs környéki háza közt osztotta meg. 1863. augusztus 13-án halt meg Párizsban, a Père-Lachaise temetőben nyugszik. A tiszteletére emelt emlékművet a Luxembourg kertben láthatjuk. Delacroix halálával jóformán véget ért a romantikus festészet korszaka.

## Emlékezete

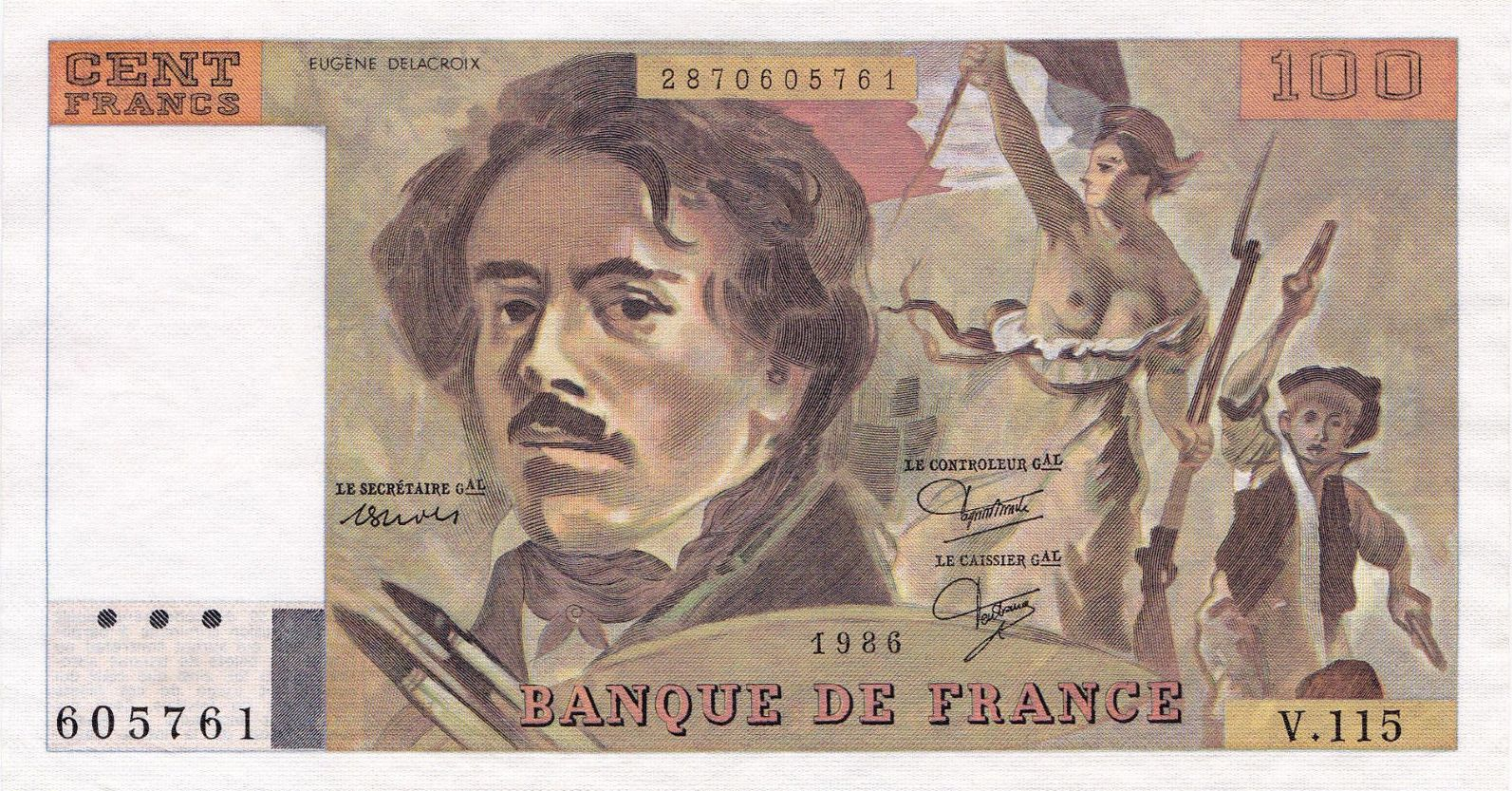
Francia 100 frankos bankjegy Delacroix és méltán híres műve, A Szabadság vezeti a népet fő alakjainak ábrázolásával

Delacroix portréja szerepelt a francia 100 frankos bankjegy elő- és hátoldalán 1979 és 1997 között.

## Írásai magyarul
- Delacroix naplója; ford., bev. Bárdos Artúr; Officina, Bp., 1942 (Officina könyvtár)
- Eugéne Delacroix naplója. Szemelvények; vál., bev., jegyz. Kampis Antal, ford. Faludi János, sajtó alá rend. Vásárhelyi Miklós; Képzőművészeti Alap, Bp., 1963 (A művészettörténet forrásai)

## Történelmi képek

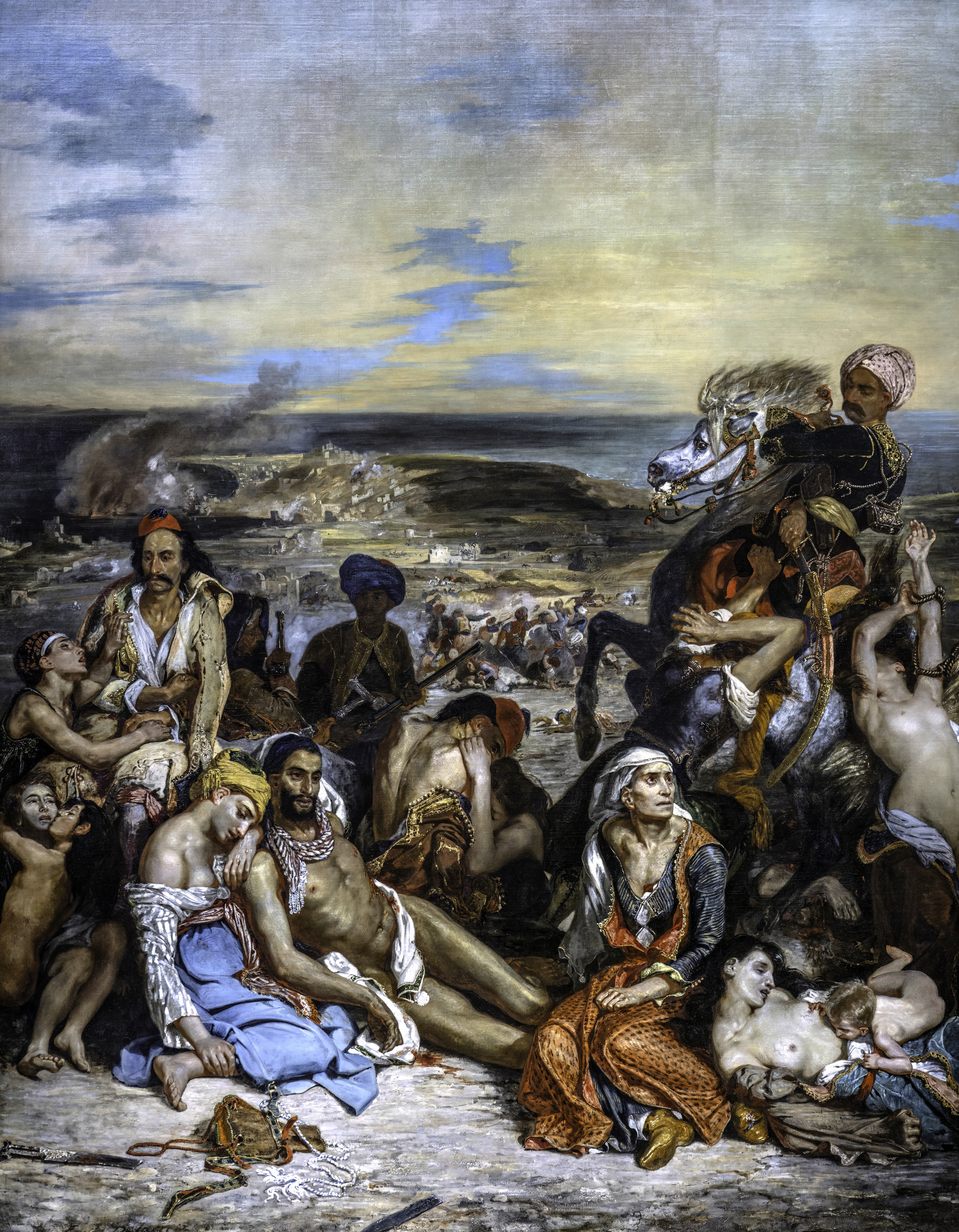
A khioszi mészárlás (1824)
A szabadság vezeti a népet (1830)
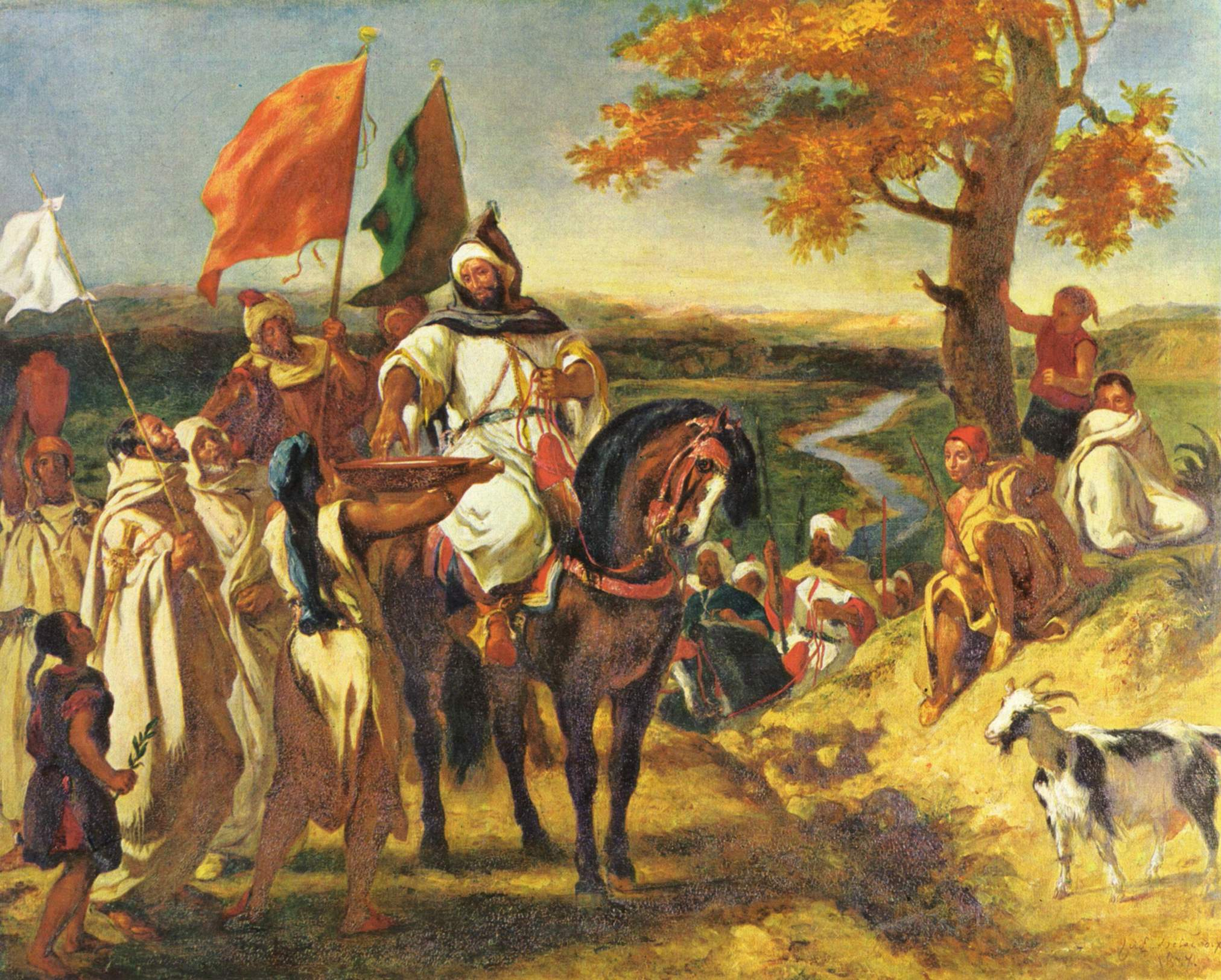
A marokkói sejk meglátogatja a családját (1837 körül)
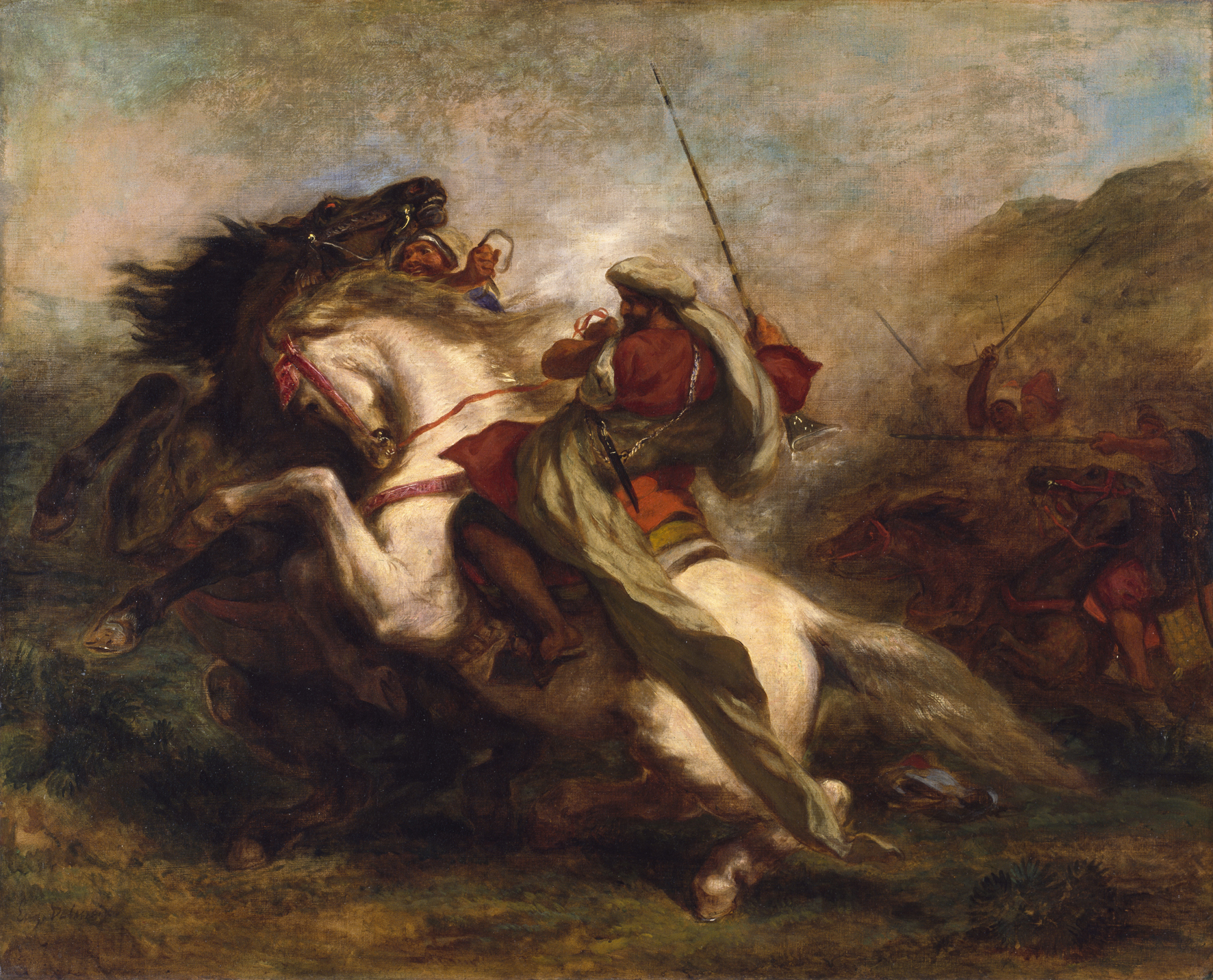
Ütközet mór lovasokkal (1843–44)
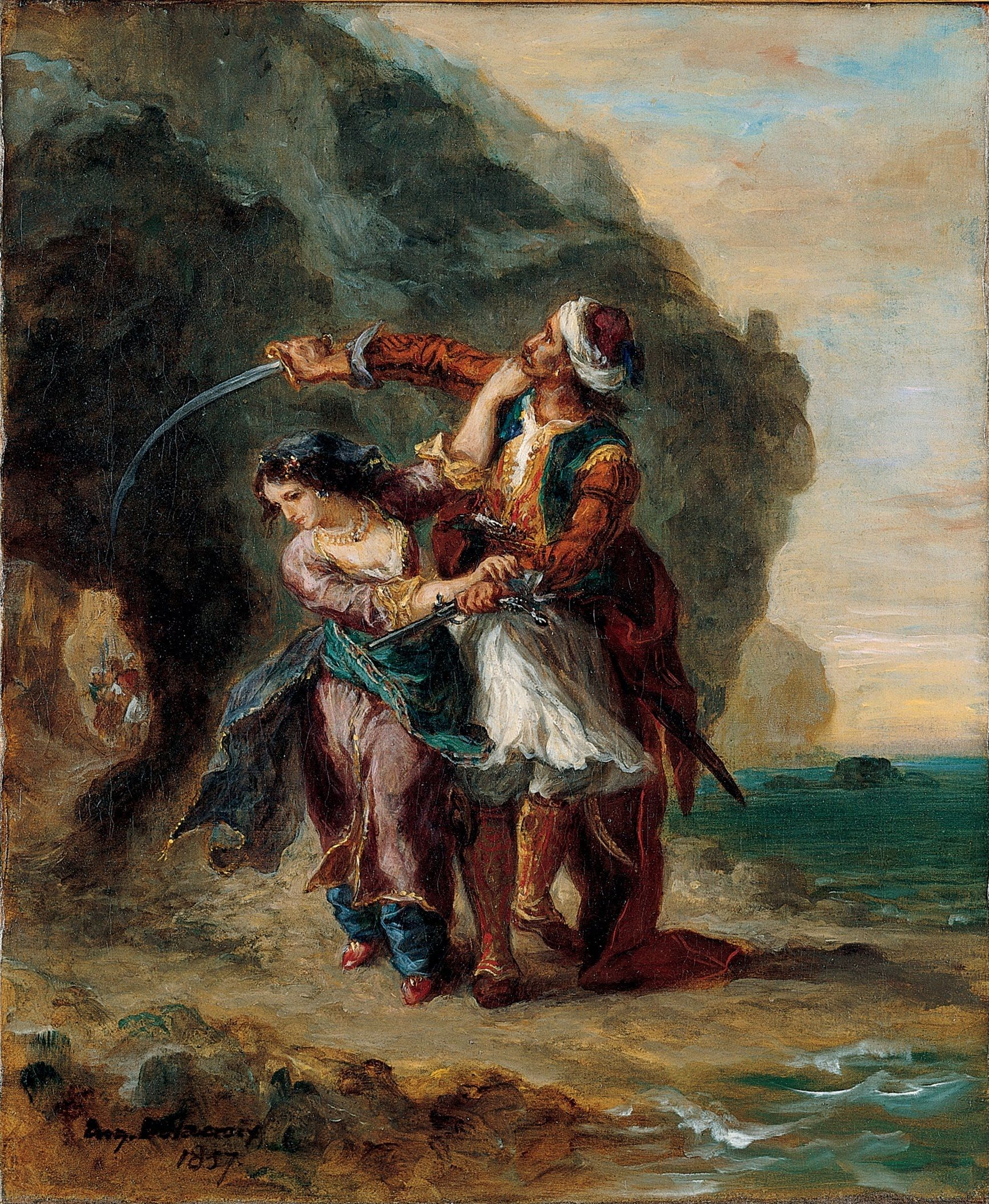
Szelim és Zulejka (1857)

## Négy évszak (1856–1863)

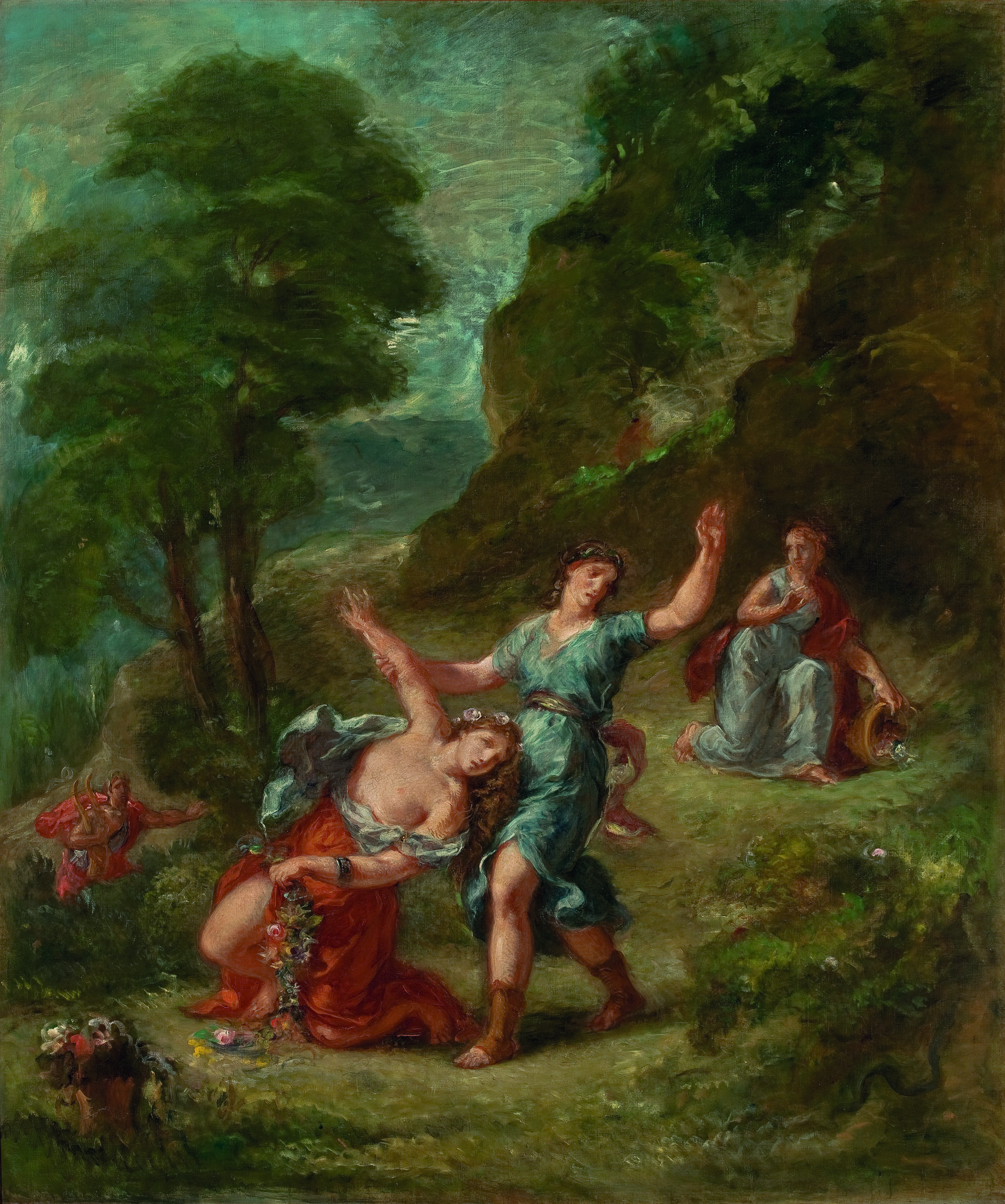
Tavasz
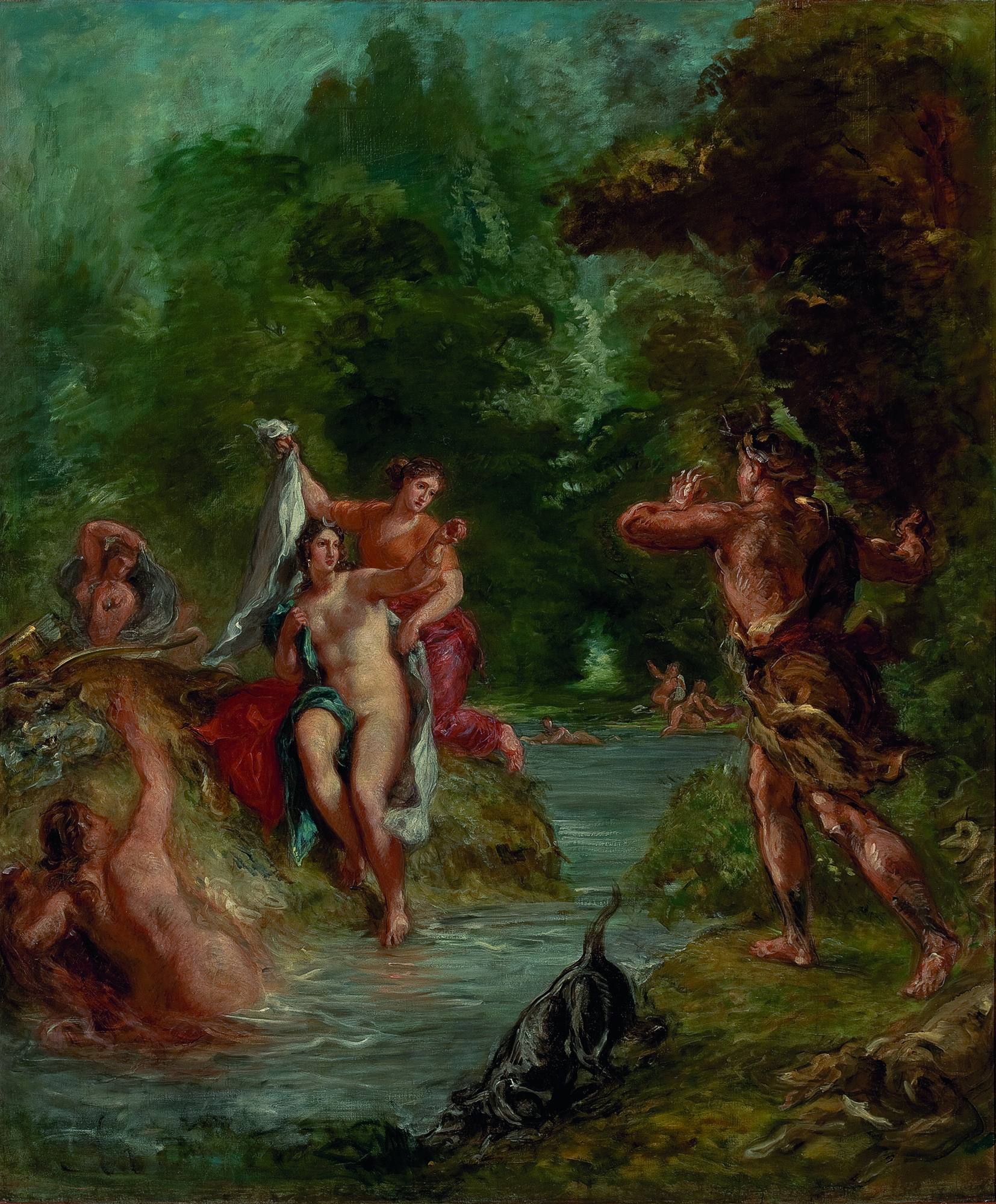
Nyár
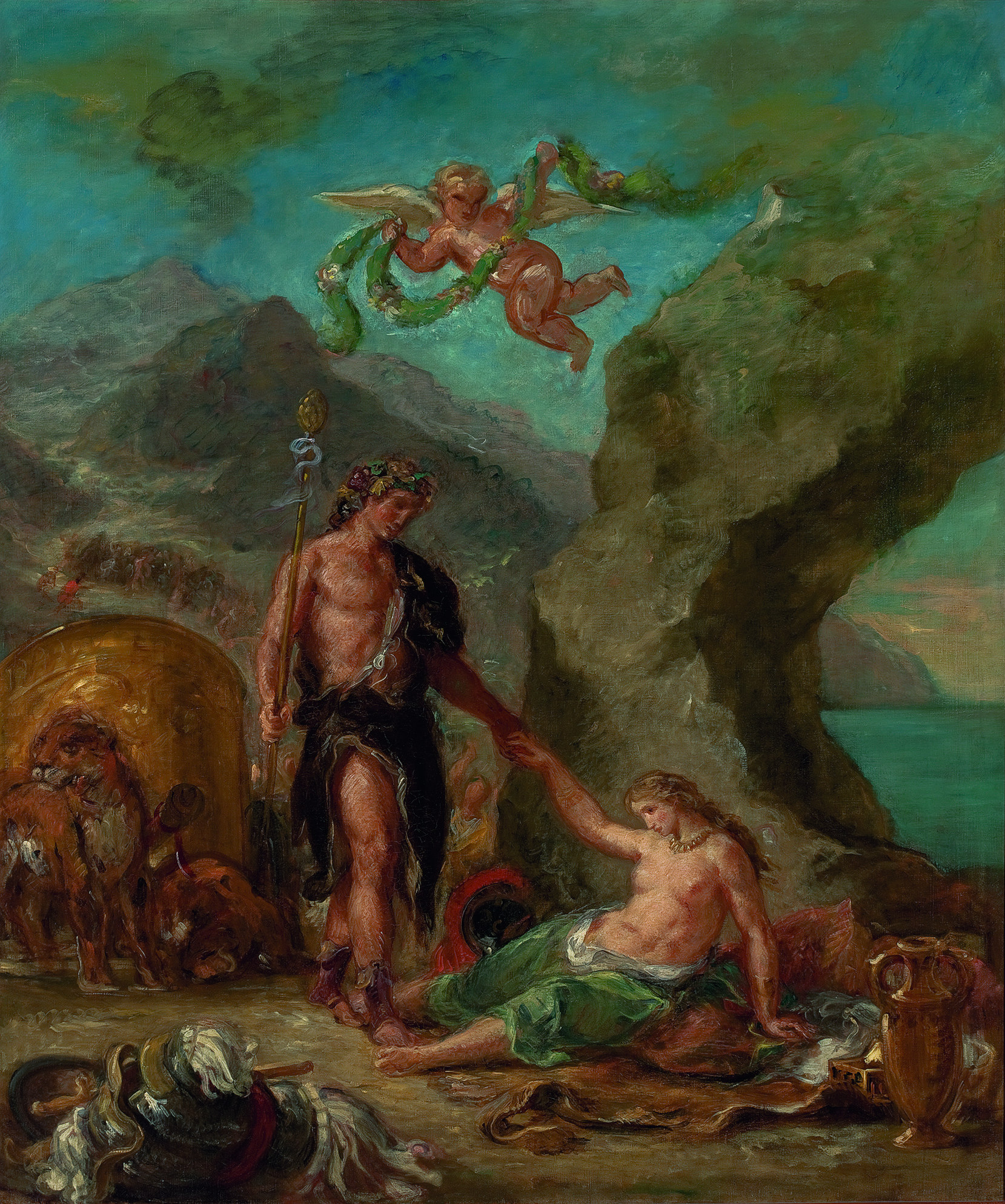
Ősz
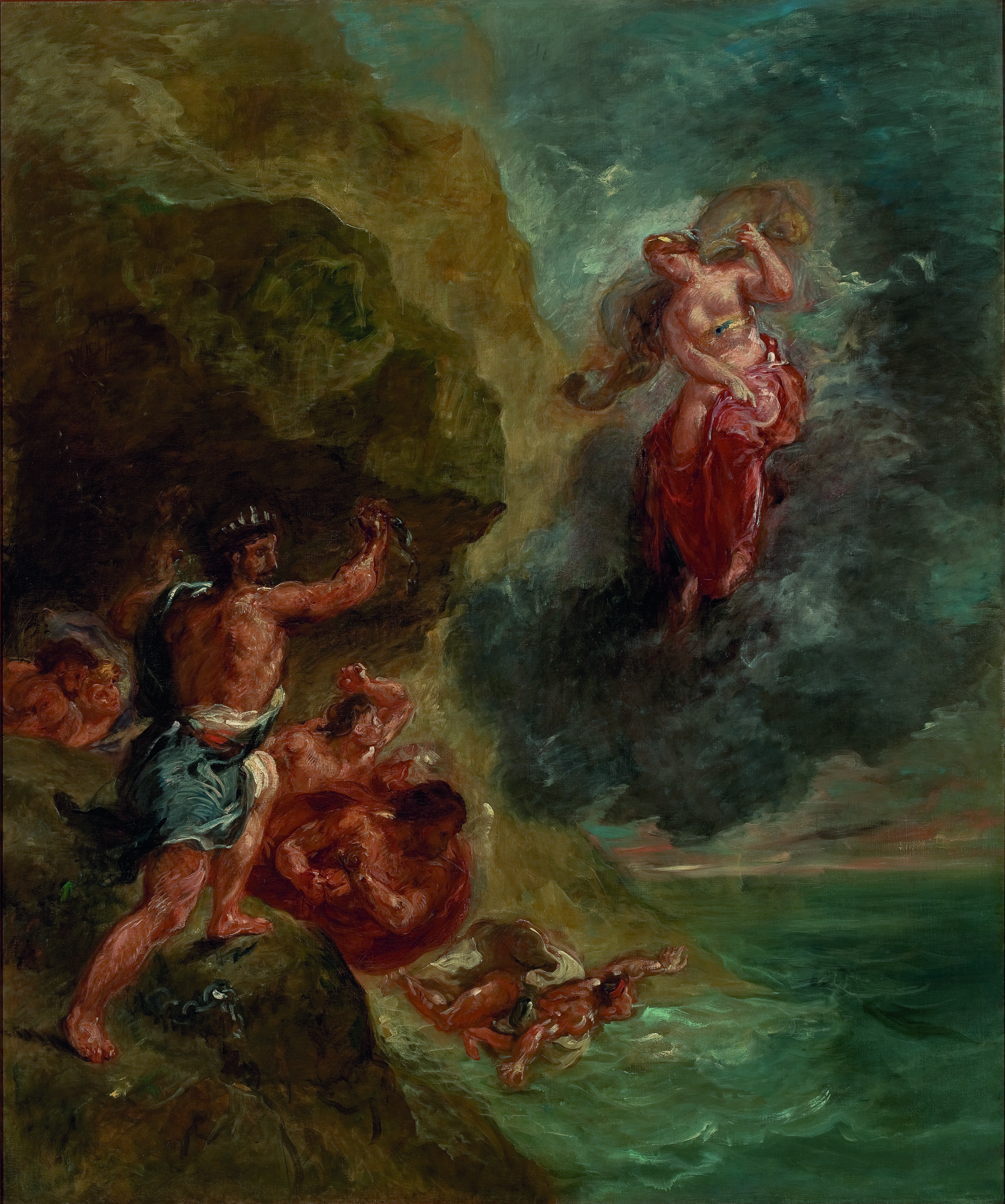
Tél

## Festményeiből
- Dante bárkája avagy Dante és Vergilius a Pokolban (La Barque de Dante ou Dante et Virgile (aux enfers) (1822), 189x241,5 cm., Louvre, Párizs
- Árva lány a temetőben (Jeune orpheline au cimetière) (1824)
- A khioszi mészárlás (Régen latinosan Chiosi mészárlás volt a címe) (Scènes des massacres de Scio) (1824), Louvre, Párizs
- Görög nő a missolonghi romok fölött (La Grèce sur les ruines de Missolonghi) (1826), 213x142 cm., Musée des Beaux-Arts de Bordeaux
- Sardanapal halála (La Mort de Sardanapale) (1827-1828), Louvre, Párizs
- A szabadság vezeti a népet (A Szabadság vezeti a népet a barikádokra címen is ismert) (La Liberté guidant le peuple) (1830), 260x325 cm., Louvre-Lens Múzeum, Lens
- A nancyí ütközet (La bataille de Nancy), 237x350 cm., Musée des Beaux-Arts de Nancy
- Algériai nők otthon (Femmes d'Alger dans leur appartement) (1834), 180x229 cm., Louvre, Párizs
- Taillebourgi csata (La Bataille de Taillebourg) (1835-1837), 485x555 cm., Musée du Château de Versailles
- Önarckép zöld mellényben (Autoportrait au gilet vert) (1837), 65x54,5 cm., Louvre, Párizs
- Chopin portréja (Portrait de Chopin), (1838), Louvre, Párizs
- Önarckép (Autoportrait), (1840), Galerie des Offices, Firenze
- Keresztesek bevonulása Konstantinápolyba (Entrée des Croisés à Constantinople) (1841), 410x498 cm., Louvre, Párizs
- Krisztus a kereszten (Le Christ en croix) (1846), The Walters Art Museum, Baltimore, Maryland
- Chamorosay-i táj (Paysage à Champrosay) vers 1849, Musée des Beaux-Arts André Malraux, Le Havre
- Krisztus a genázáreti tavon (Le Christ sur le lac de Génésareth) (vers 1853), Portland Art Museum.
- Abidosz menyasszonya (La fiancée d'Abydos) (1857), 47,7x40 cm.
- Ovidius a szkítáknál (Ovide chez les Scythes) (1859), 88x130 cm., National Gallery, London
- Oroszlánvadászat (La Chasse aux lions) (1861)
- Örjöngő Médea (Médée furieuse) (1838-1862), 260x165 cm., Musée des Beaux-Arts, Lille, 122,5x84,5 cm., Louvre, Párizs
- Jákob küzdelme az angyallal falfestmény (Lutte de Jacob avec l'Ange) (1855-1861), Saint-Sulpice templom, Párizs
- Orfeusz és Euridiké (Orphée et Eurydice) A négy évszak sorozat Tavasz c. képén (1856-1863) 196x166 cm. Museu de Arte de São Paulo, São Paulo, Brazília

### Levelezése
- George Sand et Eugène Delacroix: Correspondance : le rendez-vous manqué (édition de Françoise Alexandre), les Éditions de l'Amateur, coll. « Regard sur l'art », Paris, 2005. – 303 p.- 8 p. de pl., 22 cm, ISBN 2-85917-381-1

### Kritikai művek
- Etudes esthétiques (écrits I) (2006)
- Essais sur les artistes (écrits II) (2006)
- Œuvres littéraires : I. Études esthétiques (1829-1863)
- Journal Eugène Delacroix sur INHA